# ريمس-سيسنا أف406 كرافان 2

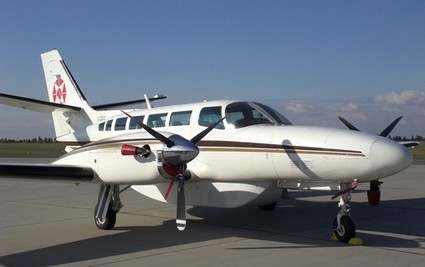
طراز أف064 التابعة لتاكسي الجو الأوروبية

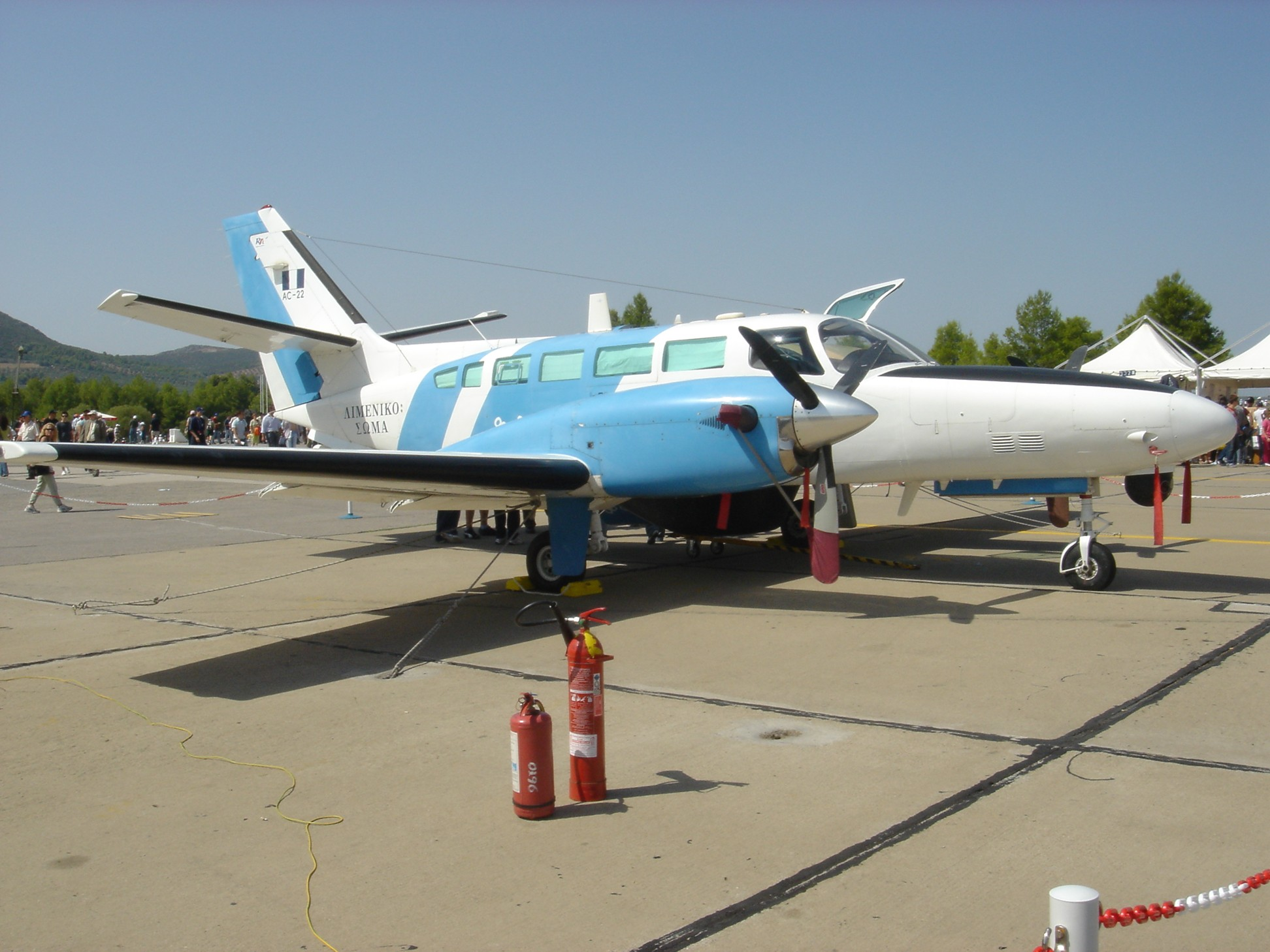
طراز أف-406 لخفر السواحل اليونانية

ريمس-سيسنا أف4-6 كرافان 2 هي طائرة منافع توربينية مزدوجة المحرك من تصميم شركة ريمس للطيران وانتجت بالتعاون مع شركة سيسنا.

## المشغلون
أستراليا
- الجمارك وحماية الحدود الأسترالية – طائرتي أف 406 تشغلهما شركة كوبهام لخدمات الطيران الأسترالية لحساب الدوريات البحرية.[1]

فرنسا
- الجيش الفرنسي – طائرتي أف406.
- المديرية العامة للجمارك والضرائب الغير مباشرة.  استخدمت سبعة طائرات أف406 لأنشطة الدوريات البحرية.

اليونان
- خفر السواحل اليونانية – 3 طائرات أف406 للدوريات البحرية.[بحاجة لمصدر]

مالي
- سلاح الجو المالي. ثلاثة طائرات أف406.[2]

ناميبيا
- وزارة الثروة السمكية والموارد البحرية – طائراتين أف406 لرصد نشاط الصيد.

جمهورية كوريا
- بحرية جمهورية كوريا البحرية – استرت خمسة  طائرات أف406.[3]

المملكة المتحدة
- أر في أل للطيران. ستة طائرات أف406 المستخدمة في أدوار متعددة (بما في ذلك واحدة تعمل نيابة عن HRMC المدرجة أدناه).
- إدارة البيئة والغذاء والشؤون الريفية – طائراتي أف406 تشغلها دايركت فلايت لرصد نشاطات الصيد.
- الوكالة الملكية البحرية وخفر السواحل. طائرة أف406 واحدة للكشف عن التلوث وتحديد هوية السفن.
- البحرية الأسكتلندية – طائراتي أف406 لرصد نشاط الصيد.

## المواصفات
مصدر البيانات: Jane's All the World's Aircraft 1988–89 
المواصفات العامة
- طاقم العمل: One[5]
- السعة: 12 passengers
- الطول: 11.89 م (39 قدم 0 إنش)
- طول الجناح: 15.09[5] م (49 قدم 6 إنش)
- الأرتفاع: 4.01 م (13 قدم 2 إنش)
- منطقة الجناح: 23.48[5] م2 (253 قدم2)
- الوزن الفارغ: 2,283 كجم (5,033 رطل)
- الوزن الإجمالي: 4,246 كجم (9,360 رطل)
- المحرك: 2 × Pratt & Whitney Canada PT6A-112 محرك مروحة عنفية, 373 كيلو وات (500 حصان) لكل لكل

الأداء
- السرعة القصوى: 424[6] كم/س (263 ميل/ساعة)
- سرعة الأنطلاق: 260 كم/س (160 ميل/ساعة)
- المدى: 2,135[7] كم (1,327 ميل)
- الحد الأقصى للخدمة: 9,145 م (30,000 قدم)
- معدل الصعود: 9.4 م/ث (1,850 قدم / دقيقة)